# Nekmíř
Nekmíř település Csehországban, a Észak-plzeňi járásban. Nekmíř Všeruby, Horní Bělá, Nevřeň, Žilov, Kunějovice, Zahrádka és Tatiná településekkel határos. Lakosainak száma 540 fő (2024. január 1.).

## Népesség
A település lakosságának változását az alábbi diagram mutatja:
| Lakosok száma | 508  | 626  | 667  | 531  | 417  | 393  | 489  | 511  | 541  | 540  |
|               | 1869 | 1890 | 1921 | 1950 | 1980 | 2001 | 2017 | 2019 | 2022 | 2024 |